# Tiger of Sweden
Tiger of Sweden ist ein in Stockholm ansässiges Modehaus, das international Konfektionsmode vor allem für Herren vertreibt. Es führt seinen Ursprung auf den 1903 gegründeten Anzughersteller Schwartzman & Nordström zurück, der die Marke Tiger erfand. Seit den 2010er-Jahren ist das Modelabel auch bei internationalen Prêt-à-porter-Schauen präsent. Es ist Teil der IC Group, die einer dänischen Familienholding gehört.

## Geschichte
Die Marke geht auf das 1903 im schwedischen Uddevalla von Marcus Schwartzman und Hjalmar Nordström gegründete Unternehmen Schwartzman & Nordström zurück. Es begann, selber erfolgreich Konfektionsanzüge für Herren herzustellen. In den 1920er-Jahren führte die Firma eine Anzugkollektion mit dem Markennamen „Tiger“ ein, die so populär wurde, dass sie im Volksmund nur noch Tiger genannt wurde.
Nach dem Tod des Erben Robert Schwartzmann 1961 geriet das Unternehmen, wie die gesamte schwedische Textilindustrie, in eine Krise (Tekokrisen). Es fusionierte mit Pingvin, einem Textilunternehmen aus Brastad und baute Stellen ab. Trotzdem wurde es schließlich Teil der staatlichen Auffanggesellschaft Swe-Teco. Die Marke Tiger bestand weiter und wurde für den Export verwendet. In Großbritannien und den Vereinigten Staaten war sie zeitweise sehr erfolgreich.
Nachdem sich der Staat 1983 zurückgezogen hatte, wechselte das Unternehmen mehrmals den Besitz. Ab 1986 führte Roger Tjernberg das Unternehmen. 1991 wurde die Fertigung in Uddevalla eingestellt. In den Jahren ab 1993 etablierte sich die Marke allerdings mit moderner Anzugmode auf dem internationalen Markt und verzeichnete ein starkes Wachstum. 1997 wurde eine Damenlinie eingeführt, 2001 folge eine Denim-Linie. Modisch wurde Tiger of Sweden ähnlich wie die Marken Hugo (Hugo Boss) oder J.Lindeberg eingeordnet. Seit 2003 ist Tiger of Sweden Teil der dänischen Modegruppe IC Companies. Ab 2009 führte David Thunmarker das Unternehmen, das damals etwa 60 Mio. Euro umsetzte und über den Großhandel und einige eigene Läden in 20 Ländern vertreten war. Es expandierte in die USA und nach Frankreich. 2014 war Tiger of Sweden erstmals bei der London Fashion Week vertreten. Innerhalb der IC-Gruppe entwickelte sich Tiger of Sweden zur umsatzstärksten Marke. 2017 kam Christoffer Lundman als erster Kreativdirektor zu Tiger, Hans-Christian Meyer löste Thunmarker als CEO ab.
Die Marke kam Anfang 2018 in die Verlustzone und kündigte ein Sparprogramm an. Der Erlös sank im Geschäftsjahr 2017/18 auf 860 Mio. Dänische Kronen. Meyer trat im Februar 2019 zurück, übergangsweise führte Moa Strand das Unternehmen. Die IC-Gruppe verkaufte alle Marken bis auf Tiger und By Marlene Berger, die im Geschäftsjahr 2018/19 Verluste machten. Im Juni 2019 kündigte sie schärfere Sparmaßnahmen an. Ende 2019 wurde Linda Dauriz zur neuen CEO ernannt. Anfang 2020 trennte sich Tiger of Sweden von Lundmann und ernannte Bryan Conway zum Design Director.

## Kollektionen

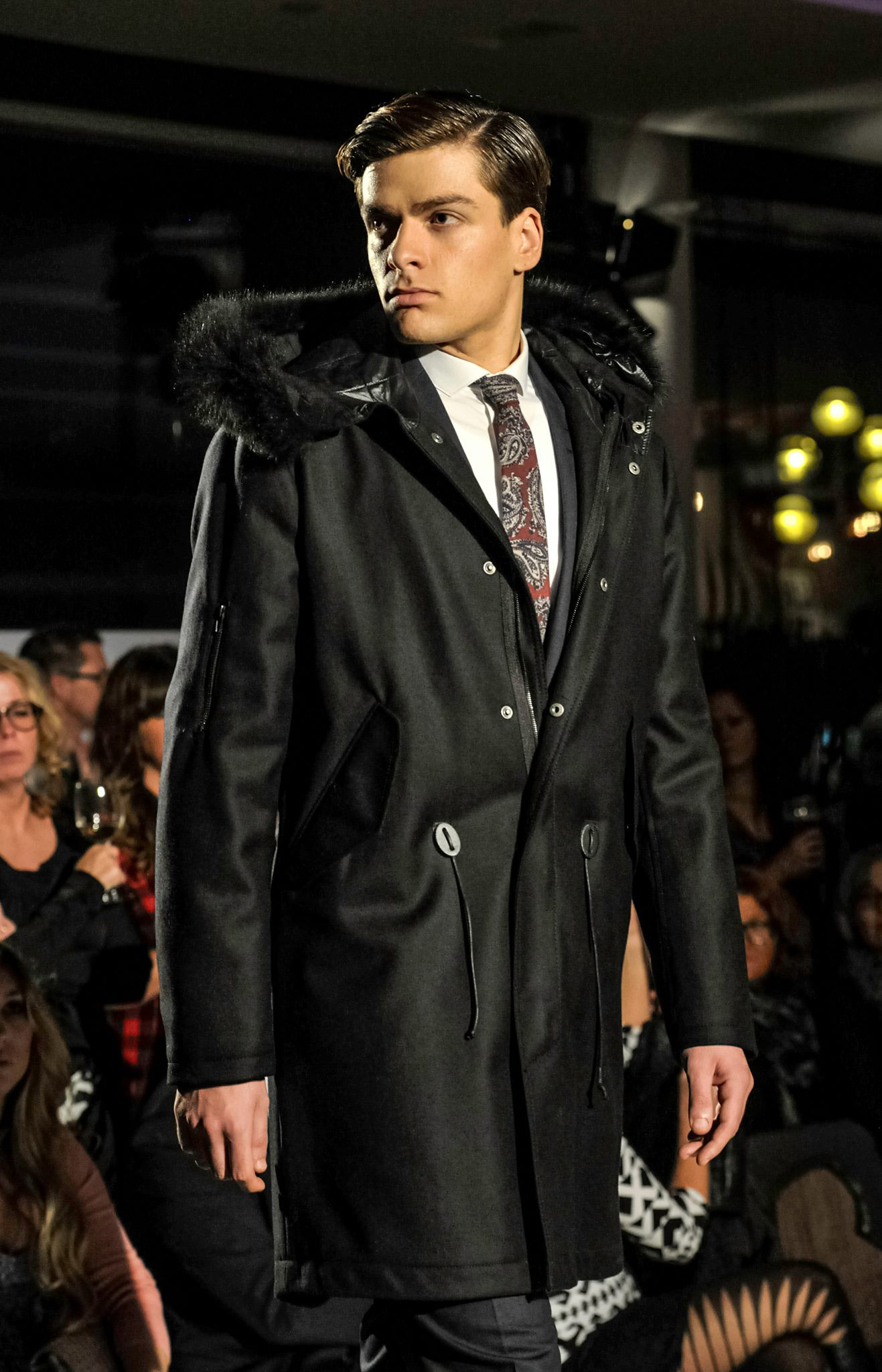

Tiger of Sweden verkauft Konfektionskleidung, Schuhe und Accessoires für Männer und Frauen. Die Marke entwirft in ihrem Stockholmer Designstudio und bringt vier Kollektionen im Jahr heraus.

## Retail und Eigentümer
Tiger of Sweden betrieb Anfang 2021 weltweit 43 eigene Läden, davon vier in Deutschland. Wichtigste Märkte waren Schweden und Deutschland. Herrenbekleidung machte etwa drei Viertel des Umsatzes aus.
Tiger of Sweden ist Teil der dänischen IC-Gruppe, die seit 2019 vollständig der Investmentgesellschaft der Familie Martinsen, Friheden Invest, gehört.